# Friedrichshäng
Friedrichshäng ist ein Ortsteil der Stadt Schönsee im Oberpfälzer Landkreis Schwandorf in Bayern.

## Geographische Lage
Die rund 30 Gebäude der Ortschaft Friedrichshäng stehen auf dem sonnigen Südhang des 817 m hohen Eulenberges an der Grenze zu Tschechien. Hinter Dietersdorf im Ortsteil Weberhäuser zweigt von der Staatsstraße 2159 nach Norden die Straße nach Friedrichshäng ab. Schönsee liegt rund 5,5 Straßenkilometer entfernt.

## Geschichte
Friedrichshäng wurde im Jahre 1764 vom Freiherrn Friedrich Karg von Bebenburg als Waldarbeitersiedlung gegründet.
Zum Stichtag 23. März 1913 (Osterfest) wurde Friedrichshäng als Teil der Pfarrei Schönsee mit 24 Häusern und 135 Einwohnern aufgeführt.
Am 31. Dezember 1990 hatte Friedrichshäng 38 Einwohner und gehörte zur Pfarrei Schönsee.

## Kultur und Sehenswürdigkeiten
Von Friedrichshäng führt ein Fußweg über die tschechische Grenze zum ehemaligen deutschen Ort Plöß (tschechisch: Pleš), wo sich in dem einzigen erhaltenen Haus eine Gastwirtschaft befindet. Ebenfalls in Plöß befindet sich ein ehemaliger deutscher Friedhof.

## Bilder

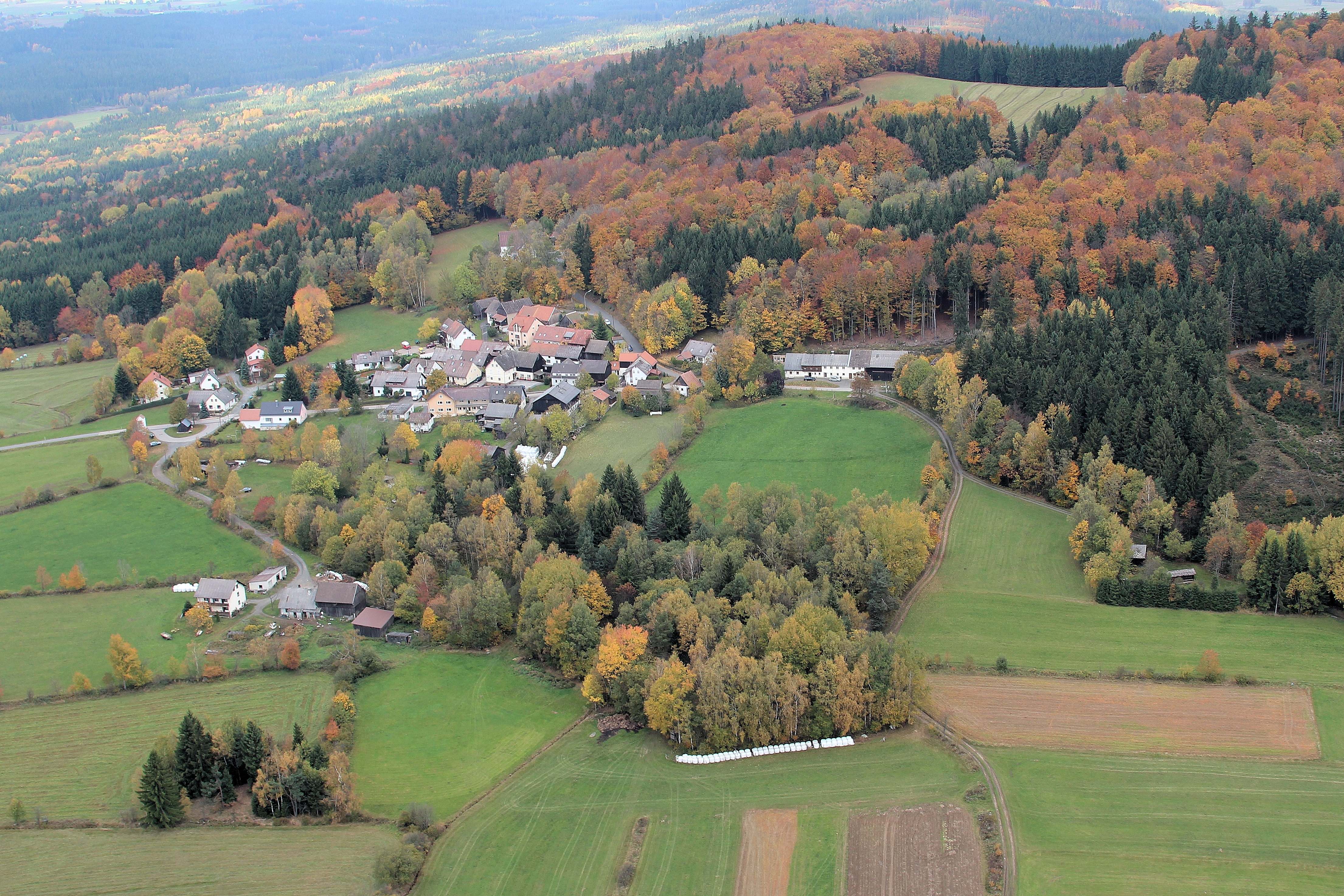
Friedrichshäng (2017)
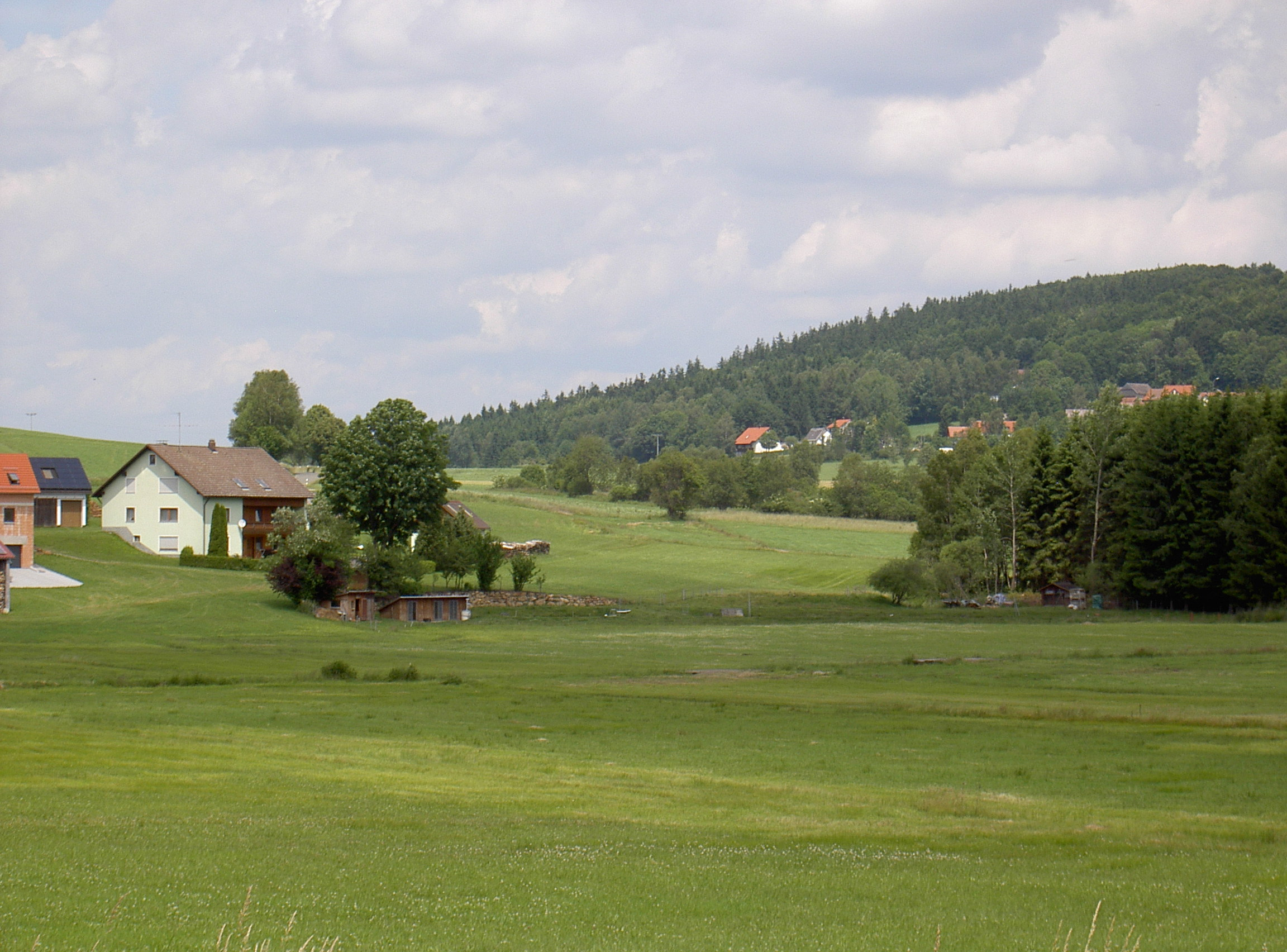
Weberhäuser, Friedrichshäng (2013)
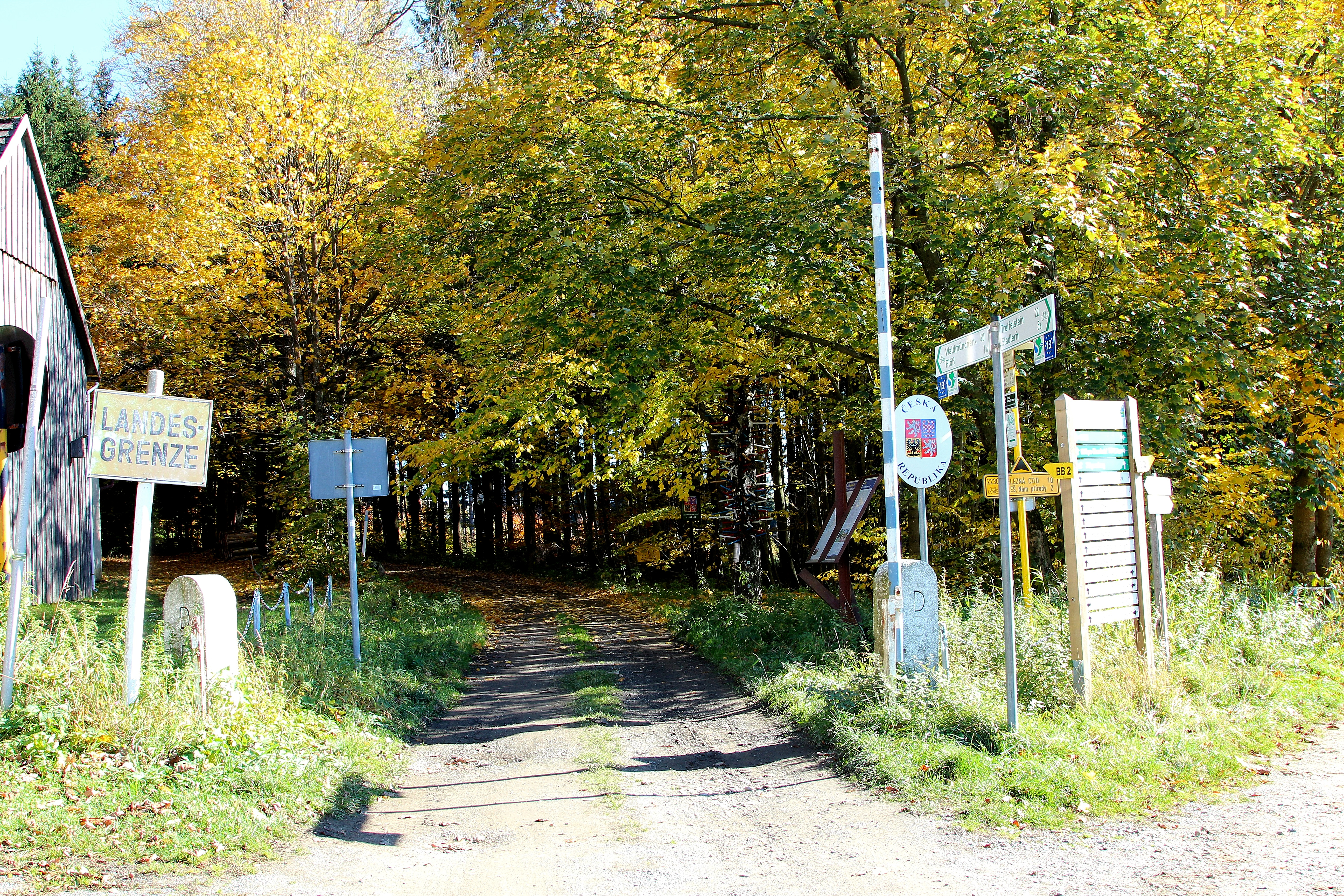
Grenzübergang (2017)
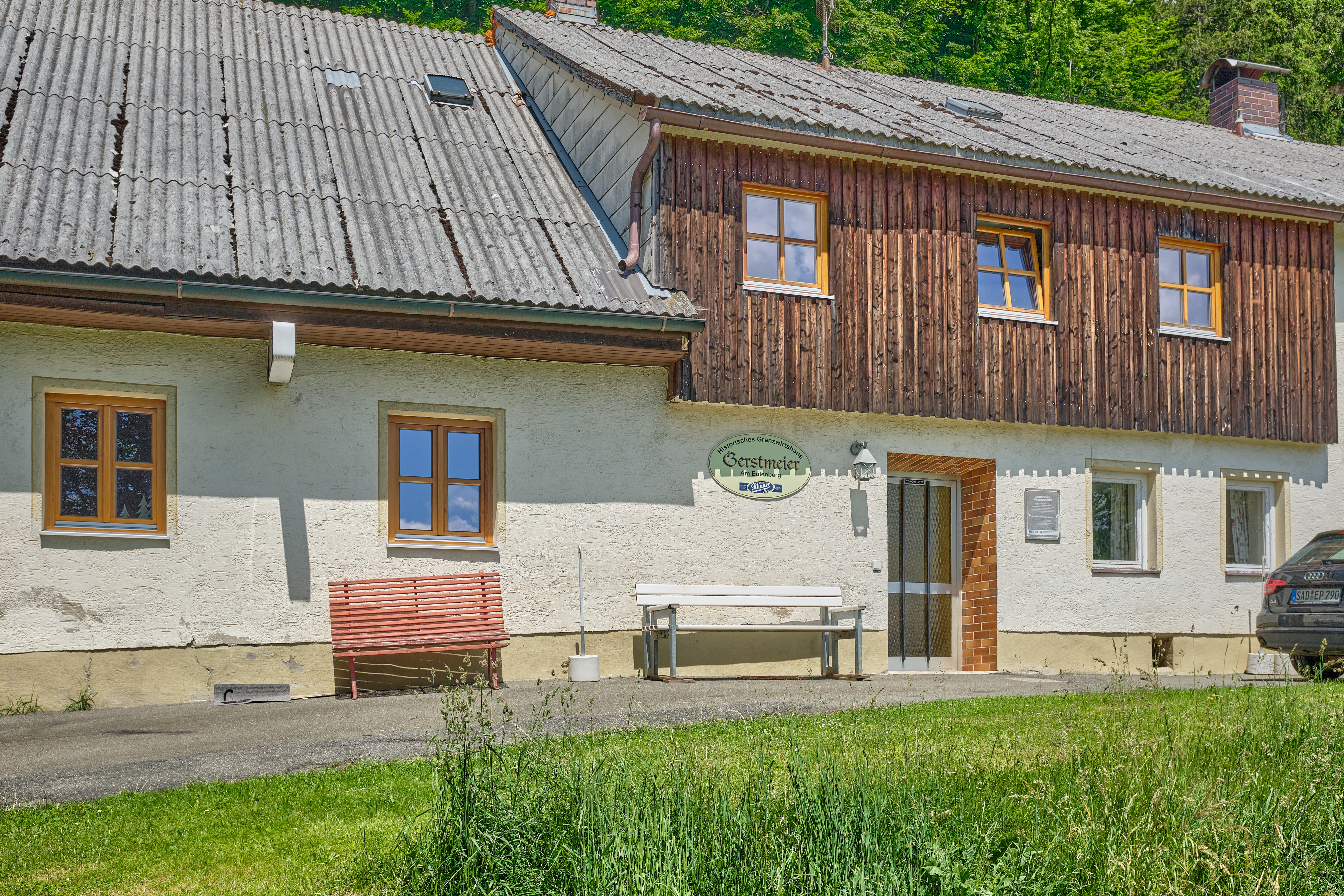
Historisches Grenzwirtshaus (2022)
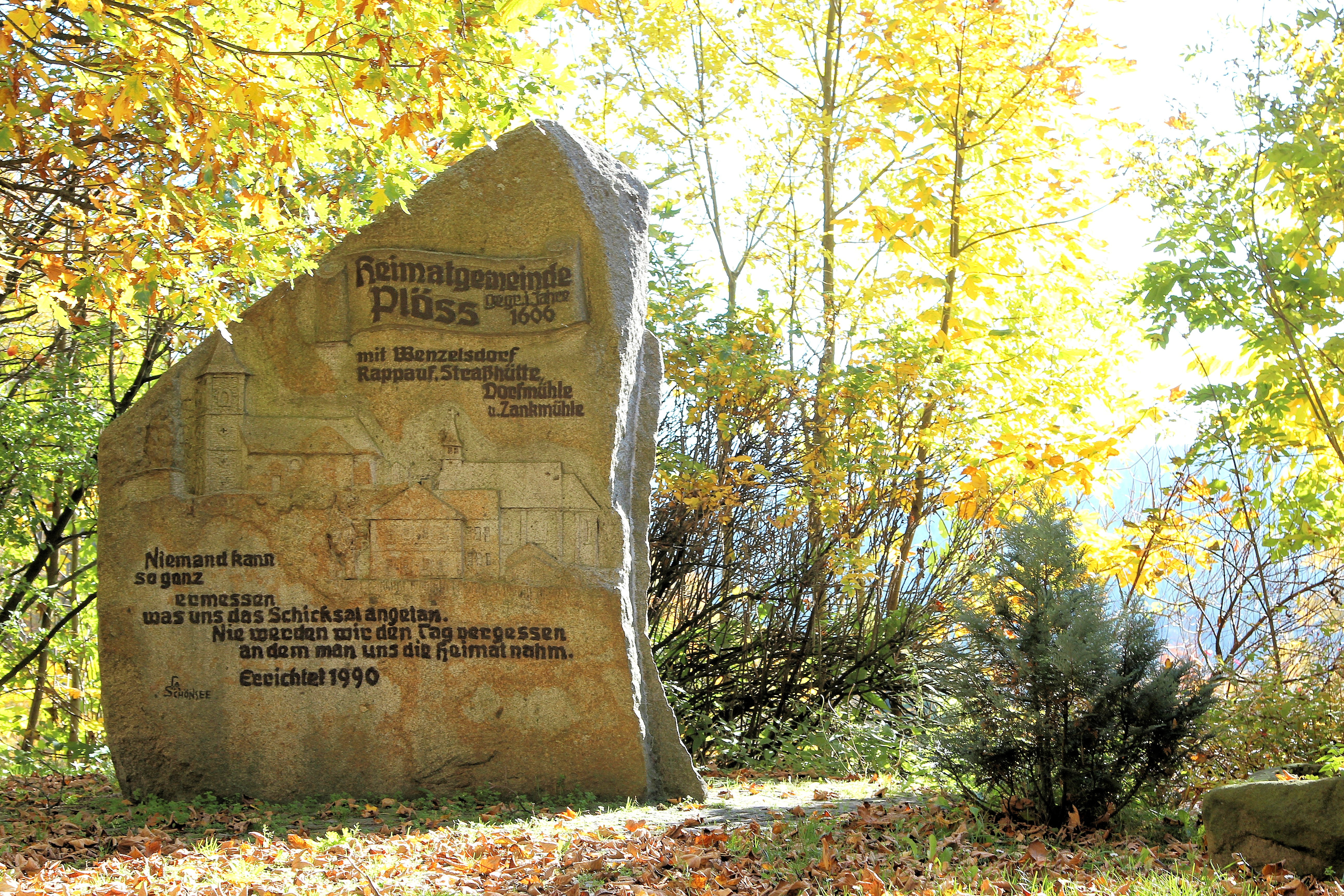
Gedenkstein (2017)